# Silvio Piola
Silvio Piola (Robbio, 29 september 1913 – Gattinara, 4 oktober 1996) was een Italiaanse voetballer die in de jaren dertig furore maakte bij Lazio Roma. Voor die club maakte hij 143 goals. Ook kwam hij uit voor Juventus. In 2011 werd hij vanwege zijn verdiensten opgenomen in de Hall of Fame van het Italiaanse voetbal.
Hij heeft na Francesco Totti de langste carrière in de Serie A op zijn naam staan. Hij speelde namelijk van 1930 tot 1954 in de hoogste divisie van Italië. Bovendien heeft hij in die periode 274 doelpunten gemaakt, waardoor hij nog altijd all time topscorer van de Serie A is. In het nationale elftal van Italië wist hij in 34 interlands 30 goals te maken. Samen met de legendarische spits Giuseppe Meazza en met Giovanni Ferrari vormde de misschien wel beste Italiaanse aanvaller ooit een gevreesde voorhoede. In 1938 werd Piola wereldkampioen met Italië. Hij maakte dat WK vijf goals. Piola is met veertig jaar, vier maanden en negen dagen nog altijd de oudste doelpuntmaker van Italië.
In 1996 stierf Piola op 83-jarige leeftijd.